# Treveri
Treveri (galsko *Treweroi) so bili germansko ali keltsko pleme iz skupine Belgov, ki je od okoli leta 150 pr. n. št., če ne prej, naseljevalo spodnjo dolino Mozele v današnji Nemčiji. Od tam so jih izpodrinili Franki. Njihovo ozemlje je obsegalo južna obrobja Silva Arduenna (Ardenski gozd), dela obsežne Silva Carbonaria v današnjem Luksemburgu, jugovzhodni Belgiji in zahodni Nemčiji. Njihovo središče je bilo mesto Trier (Augusta Treverorum) , ki so mu Treveri dali svoje ime. Govorili so keltski jezik,  vendar je Tacit trdil, da so germanskega izvora. Treveri so imeli tako galske kot germanske značilnost.
Čeprav so Treveri zgodaj sprejeli rimsko materialno kulturo, so bili zadržani do rimske oblasti. Pod svojim vodjem Indutiomarjem so se med galskimi vojnam uprli  Juliju Cezarju. Veliko kasneje so odigrali ključno vlogo v galskem uporu v letu štirih cesarjev (69 n. št.). Treveri so po drugi strani oskrbovali rimsko vojsko z nekaj svoje slavne konjenice. Mesto Augusta Treverorum je bilo nekaj časa dom Germanikove družine, vključno s kasnejšim cesarjem Kaligulo. Med krizo tretjega stoletja so ozemlje Treverov preplavili germanski Alemani in Franki, ki so kasneje tvorili del Galskega imperija. 
Pod Konstantinom in njegovimi nasledniki je Augusta Treverorum v 4. stoletju postala veliko, priljubljeno, bogato in vplivno mesto, ki je skupaj z Nikomedijo (zdaj Izmit, Turčija), Eborakom (zdaj York, Anglija), Mediolanom (zdaj Milano, Italija) in Sirmijem (zdaj Sremska Mitrovica, Srbija), služilo kot ena od prestolnic Rimskega imperija. V tem obdobju je krščanstvo začelo nadomeščati kult cesarja in čaščenje rimskih in keltskih božanstev. Krščanski svetniki, kot so Ambrož, Hieronim, Martin iz Toursa in Atanazij Aleksandrijski, so nekaj časa preživeli v Augusti Treverorum.
Med ohranjeno zapuščino starodavnih Treverov spadajo vino mozelčan iz Luksemburga in Nemčije, ki se je začelo proizvajati v rimskih časih, ter številni rimski spomeniki v Trierju in njegovi okolici, vključno s sosednjim Luksemburgom.
Preko ozemlja Treverov so potekale tri rimske ceste, pomembne predvsem zaradi trgovanja in vojskovanja: 
- Cesta z juga je povezovala Divodurum (zdaj Metz, Francija) in Ricciacus (zdaj Dalheim, Luksemburg) z Augusto Treverorum in se nadaljevala do Rena na meji Rimskega imperija.
- Cesta z jugozahoda in je povezovala Durocortorum (zdaj Reims, Francija) z Andethano (zdaj Niederanven, Luksemburg) in Augusto Treverorum.
- Cesta skozi Ardene v današnji Belgiji in Luksemburgu je povezovala Durocortorum z glavnim mestom in garnizijo v Colonii Agrippinensis (zdaj Köln, Nemčija) na Renu.[16]

## Geografija

### Ozemlje
V času Julija Cezarja je njihovo ozemlje segalo do Rena severno od Tribokov. Na drugem bregu Rena so živeli Ubijci. Cezar omenja, da so med Treveri in Eburoni živeli Segni in Kondrusi, podložniki Treverov.   Na severozahodu so Treveri mejili z belgijskimi Tungri, na jugozahodu z Remi in na severu onstran Ardenov in Eifela z Eburoni. Njihovi južni sosedje so bili Mediomatriki.
Vengioni in Nemeti, ki se v starih virih omenjajo kot Germani, so se kasneje naselili ob Renu vzhodno od Treverov. Ozemlje Treverov se je v tistem času približno ujemalo z ozemljem kasnejše škofije Trier. Poleg tega ozemlja, ki je obsegalo predvsem severni del doline reke Mozele in sosednjo regijo Eifel, so Treveri poseljevali tudi ozemlje današnjega Luksemburga in velik del sosednje Belgije. Z ustanovitvijo province Germania Superior v 80. letih n. št. so Treveri izgubili oblast v dolini Rena. Njihova severna meja je postala reka Ahr. 
Cezar je na ozemlju Treverov zgradil most preko Rena.

### Naselja
Colonia Augusta Treverorum (danes Trier, Nemčija), ustanovljena pod cesarjem Avgustom okoli leta 17 pr. n. št. za varovanje prehoda čez Mozelo, je bila v rimskem času glavno mesto Treverov. Obstajajo trdni dokazi, da je bil nedavno izkopani oppidum na planoti Titleberg na skrajnem jugozahodu Luksemburga v 1. stoletju pr. n. št. treverska prestolnica.
Pomembno drugo središče je bil Orolaunum (danes Arlon, glavno mesto belgijske province Luksemburg), ki je po oceni Edith Wightman "postal nekakšna regionalna prestolnica zahodnih Treverov", ki je dosegla "stopnjo blaginje, ki jo sicer dosegajo le prestolnice".
Najdišče La Tranchée des Portes blizu Étalleja, po velikosti največje v Belgiji (100 hektarjev), še vedno ni razkrilo vsega, kar skriva. Nedavna študija kaže, da je bil človek tam prisoten že okoli leta 4000 pr. n. št. Druga pomembna predrimska središča so bila v Martbergu, Donnersbergu, Wallendorfu, Kastel-Staadtu in Otzenhausnu.
Prenos dejavnosti Treverov v Trier je povzročila izgradnji Agrippove ceste, ki je povezovala Trier z Reimsom in obšla Titleberg. V rimskem obdobju je Trier postal rimska kolonija (leta 16 pr. n. št.) in glavno mesto province Belgijska Galija. Bil je pogosta rezidenca več rimskih cesarjev. Arheološke najdbe kažejo, da so bili Treveri razdeljeni na pet kantonov s središči v predrimskih oppidih Titleberg, Wallendorf, Kastel, Otzenhausen in Martberg.  Napisi iz rimskega obdobja kažejo, da je bila civitas razdeljena na vsaj štiri page: Vilcias, Teucorias, Carucum severno od Bitburga in Ac[...] ali Ag[...] (napis je nepopoln). Vsi pagi sprva verjetno niso pripadali Treverom, vendar so bili kulturno tesno povezani z njimi. 
Pesnik Avzonij je v  4. stoletju živel v Trierju pod Gracijanovim pokroviteljstvom. Najbolj znan je po svoji pesmi Mozela, ki opeva življenje in pokrajino ob njej.

## Jezik in etnična pripadnost
Cezar v De Bello Gallico ni eksplicitno omenil, ali so Treveri spadali v Keltsko ali Belgijsko Galijo, čeprav je nekoliko bolj verjetna prva. Pomponij Mela, ki je pisal približno stoletje po Cezarju, opredeljuje Trevere kot "najbolj znane" med Belgi, ki se jih ne sme enačiti s sodobnimi Belgijci. 
Po besedah rimskega konzula Avla Hircija iz 1. stoletja pr. n. št. so se Treveri po načinu življenja in "divjaškem" vedenju malo razlikovali od germanskih ljudstev. Treveri so se ponašali s svojim germanskim poreklom, po Tacitu zato, da bi se ogradili od "galske lenobe" (inertia Gallorum). Tacit jih kljub temu ne prišteva k "Vangionom, Tribočanom ali Nemetom, nedvomno nemškim plemenom". Treveri so nedvomno imeli tako keltske kot germanske značilnosti.
Strabon pravi, da so bili njihovi sosedje Nervijci in Tribočani Germani, naseljeni na levem bregu Rena, medtem ko naj bi bili Treveri Galci.
Hieronim navaja, da je bil njihov jezik od 4. stoletja podoben jeziku Keltov v Anatoliji (Galačanov).  Hieronim je te keltske jezike verjetno poznal iz prve roke, saj je obiskal tako Augusto Treverorum kot Galatijo.
Med Treveri je zelo malo osebnih imen germanskega izvora. Imena so na splošno keltska ali latinska. Nekatera izrazito treverska imena niso niti ena niti druga in so morda predkeltska. Med takšna sodijo imena Ibliomar, Kletust in Argaipo.
Po rimski osvojitvi Galije so Treveri za javne in uradne namene v veliki meri uporabljali latinščino.

## Politika in vojska
Oppidi Titelberg, Wallendorf, Kastel, Otzenhausen in Martberg so bili sprva približno enako pomembni, potem pa je nekje med letoma 100 in 80 pr. n. št. doživel vzpon Titelberg in postal "osrednji oppidum Treverjev". Velik odprt prostor sredi Titelberga se je v 1. stoletju pr. n. št. uporabljal verjetno za javna srečanja verske ali politične narave. Zdi se, da so Treveri v času Cezarjeve invazije na Galijo sprejeli oligarhični sistem vladanja.
Treveri so imeli močno konjenico in pehoto in med galskimi vojnami Juliju Cezarju zagotavljali svojo najboljšo konjenico.  Pod vodstvom Cingetoriksa so Treveri služili kot rimska pomožna vojska, potem pa se je pod vplivom Cingetoriksovega tekmeca Indutiomarja njihova zvestoba leta 54 pr. n. št. začela krhati. Po Cezarju je Indutiomar tistega leta spodbudil upor Eburonov pod vodstvom Ambioriksa in sam povedel Trevere, da so se pridružili uporu. Rimljane so napadla tudi germanska plemena. Rimljani pod Titom Labienom so ubili Indutiomarja in nato zadušili upor Treverov. Indutiomarjevi sorodniki se se umaknili preko Rena in se naselili med germanskimi plemeni. Med Vercingetoriksovim uporom so Treveri so ostali nevtralni, po njem pa jih je ponovno napadel Labien. Na splošno so bili Treveri pri sodelovanju z Rimljani uspešnejši od večine galskih plemen. Iz galskih vojn so verjetno izšli s statusom svobodne civitas, oproščene plačevanja davkov.
V letih 30–29 pr. n. št. je Mark Nonij Gal zadušil upor Treverov in v Titelbergu nastanil garnizon rimske vojske. Cesarja Agripa in Avgust sta se lotila organizacije rimske uprave v Galiji in postavila obsežen niz cest. Agripa je postal guverner Galije leta 39 pr. n. št. in leta 27 pr. n. št. uvedel popis prebivalstva za namene obdavčitve. Rimljani so zgradili novo cesto od Trierja do Reimsa prek Mamerja, s čimer so za 25 kilometrov obšli Titelberg in starejšo keltsko cesto. Glavno mesto so brez kakšnega konflikta preselili v Augusto Treverorum (Trier). Okolica Trierja je bila že pred Rimljani naseljena s samotnimi kmetijami in zaselki, vendar tu ni bilo nobenega urbanega naselja.
Po reorganizaciji rimskih provinc v Germaniji leta 16 pr. n. št. se je Avgust odločil, da Trevere vključi v provinco Belgiko. Glavno mesto Belgike je bilo neznano kdaj prestavljeno iz Durocortoruma Remorum (Reims) v Augusto Treverorum. Zdi se, da je višji sloj treverske elite pod Cezarjem in/ali Avgustom dobil rimsko državljanstvo in naziv Julijci.
Med vladavinami Avgusta, Tiberija in Klavdija, zlasti ko sta bila v Galiji aktivna Druz in Germanik, je Augusta Treverorum postala zelo pomembna baza in oskrbovalno središče za vojne operacije v Germaniji. Mesto je dobilo amfiteater, terme in druge dobrine. V mestu je nekaj časa živela Germanikova družina. Plinij starejši poroča, da je bil Germanikov sin, bodoči cesar Kaligula, rojen "med Treveri, v vasi Ambiatinus, nad Confluentesom" (Koblenz), kar je po Svetoniju in drugih virih sporno.
Po nekaj uporih so Rimljani hitro obnovili dobre odnose s Treveri. Pod Klavdijem so verjetno dobili status kolonije in latinske pravice, čeprav tam niso bili naseljeni rimski vojni veterani. Med rimsko vladavino je obstajal senat Treverov, ki je vključeval približno sto dekurionov, od katerih sta izvršilno oblast sestavljala dva duovirja.
Resnejši je bil upor, ki se je začel s Civilisovo batavsko vstajo v letu štirih cesarjev. Leta 70 so se Treveri pod Julijem Klasikom in Julijem Tutorjem ter Lingoni pod Julijem Sabinom pridružili batavskemu uporu in Sabina razglasili za cezarja. Upor je bil zadušen in več kot sto uporniških treverskih plemičev je pobegnilo čez Ren, da bi se pridružilo svojim germanskim zaveznikom. Dogodek je pomenil konec aristokratske treverske konjenice v rimski vojski, vzpon lokalnega meščanstva in začetek drugega zamaha romanizacije. Začela se je promocija Durocortorum Remorum (Reims), prestolnice večno zveste Rimu, na račun Treverjev. V 2. in 3. stoletju so predstavniki stare treverske elite praktično izginili. Na njihovem mestu se je pojavila nova elita, ki je izvirala predvsem iz avtohtonega srednjega razreda.
Treveri so med krizo tretjega stoletja trpeli zaradi bližine meje ob Renu. Frankovski in alemanski vpadi v 50. letih 3. stoletja so povzročili veliko uničenje, zlasti na podeželju. Zaradi neučinkovite rimske obrambe meje so podeželski prebivalci gradili svoje improvizirane utrdbe, pogosto iz kamna iz grobnic in mavzolejev.
Augusta Treverorum je postajala urbano središče najvišjega pomena in prehitela celo Lugdunum (Lyon). Med krizo tretjega stoletja je bilo mesto pod cesarjema Tetrikom I. in Tetrikom II. od leta 271 do 274 prestolnica Galskega imperija. Treveri so leta 275 utrpeli ponovno opustošenje Alemanov, po katerem velika večina kmetijskih območij ni bila nikoli obnovljena. Ali je bila žrtev alemanske invazije tudi Augusta Treverorum, ni znano.
Od leta 285 do 395 je bila Augusta Treverorum ena od rezidenc zahodnega rimskega cesarja, vključno z Maksimijanom, Konstantinom Velikim, Konstancijem II., Valentinijanom I., Magnom Maksimom in Teodozijem I. Od leta 318 do 407 je bila sedež pretorske prefekture Galije. Do sredine 4. stoletja je bilo mesto po rimskem pisanju poleg Rima, Aleksandrije in Konstantinopla uvrščeno med štiri prestolnice sveta.   Za obrambo pred germansko invazijo so bile zgrajene nove obrambne strukture, vključno s trdnjavami v Neumagenu, Bitburgu in Arlonu. Po invaziji Vandalov leta 406 je bila cesarska rezidenca prestavljena v Mediolanum (Milano), medtem ko je bila pretorska garda umaknjena v Arelate (Arles).

## Religija
Treveri so bili politeisti. Po rimski osvojitvi so številne svoje bogove poistovetili z rimskimi. Med najpomembnejšimi treverskimi bogovi so bili Merkur in Rosmerta, Lenus Mars  in Ankamna, Jupiter Optimus Maksimus, Apolon, Intarabus in Minerva. Med edinstvenimi treverskimi božanstvi so bili Intarabus, Ritona, Inciona, Veraudun in Ksulsigije. J.J. Hatt meni, da so bili Treveri skupaj s svojimi sosedi Mediomatriki, Levki in Triboki "nosilci ohranjanja domorodnih keltskih in predkeltskih verskih in drugih običajev".
V rimskem obdobju je Lenus Mars (ali Mars Jovantukar) veljal za glavnega boga Treverov, kar dokazujejo posvetila, najdena v različnih delih civitas Treverorum. Lenus Mars je bil zlasti povezan z monumentalnim svetiščem tik pred glavnim mestom Augusta Treverorum. Samo v neposredni bližini Augustae Treverorum so znana tri pomembna poganska svetišča: obsežen tempeljski kompleks Altbachtal, bližnji tempelj Am Herrenbrünnchen in pomemben tempelj Lenusa Marsa na levem bregu Mozele. Napisi potrjujejo obstoj treverskega kulta Rima in Avgusta, vendar lokacija templja ni zanesljiva. Ta tempelj bi lahko bil klasičen in dobro ohranjen tempelj Am Herrenbrünnchen. Nedaleč od mostu čez Mozelo je bil tako imenovani Asklepijev tempelj.
V kompleksu Altbachtal je veliko napisov, ostanki gledališča ter več kot ducat templjev ali svetišč, posvečenih rimsko-keltskim, domačim, rimskim in orientalskim božanstvom. Zunaj mesta je znanih veliko svetih mest, običajno obdanih z zidom. Med njimi sta tempelj Apolona in Sirone v Hochscheidu, tempelj Lenusa Marsa na Martbergu pri Pommernu, tempelj in gledališče Marsa Smertrija v Ancamne v Möhnu ter svetišče boginje matere v Dhroneckenu.  Pod rimskim vplivom so bili uvedeni številni novi kulti. Mitra je imel tempelj v Altbachtalu, Kibela in Atis pa v Altbachtalu in v Dhroneckenu. Napisi in umetnine pričajo o drugih orientalskih božanstvih, kot so Sabazij, Izida in Serapis.  O cesarskem kultu poleg zgoraj omenjenega templja Rima in Avgusta pričajo tudi številni verski napisi "v čast božji hiši", se pravi cesarski družini.
V 4. stoletju se je v Augusti Treverorum razmahnilo krščanstvo. Mesto je v drugi polovici 3. stoletja postalo sedež krščanske nadškofije in pod Konstantinom I. postalo pomembno središče širjenja krščanstva. Predhodnica sedanje stolnice je bila dvojna cerkev iz 4. stoletja, zgrajene blizu cesarske palače, morda z donacijami Helene Avguste. Stolnica je bila ena od največjih Konstantinovih gradenj, primerljiva s cerkvami v Rimu, Konstantinoplu, Jeruzalemu in Betlehemu. V 4. stoletju so v Trierju živeli in delovali sveti Hieronim, Atanazij Aleksandrijski in Martin iz Toursa. V mestu je bil rojen sveti Ambrož. V času cesarja Gracijana je bil kompleks Altbachtal namerno uničen. Kultni kipi so bili razbiti, nekateri templji pa so bili sekularizirani in spremenjeni v domove. Leta 384 je bil v Augusti Treverorum na ukaz Magna Maksima usmrčen krščanski hereziarh Priscilijan, uradno zaradi čarovništva. Galska kronika iz leta 452 opisuje priscilijance kot manihejce, ki so bili kot heretiki prepovedani že pod Dioklecijanom. Kronika navaja tudi to, da jih je dal cesar heretike med Treveri "ujeti in iztrebiti z največjo vnemo".

## Materialna kultura
Ozemlje Treverov je bilo del kulture Hunsrück-Eifel, ki je zajemala obdobje Hallstatt D in La Tène A-B (od 600 do 250 pr. n. št.).
V obdobju od leta 250 do 150 pr. n. št. je območje med rekama Ren in Meuse doživelo drastično prestrukturiranje prebivalstva, saj je neznana kriza povzročila selitev prebivalstva na vzpetine Hunsrücka. Po tej krizi se je prebivalstvo vrnilo v nižine in o Treverih je odtlej mogoče z gotovostjo govoriti po imenu. Zdi se, da je bil velik del treverskega podeželja do konca 2. stoletja pr. n. št. organiziran v podeželska naselja. Ta ta organizacija se je obdržala do rimskih časov.
Treveri so imeli že pred prihodom Rimljanov razvito trgovino, poljedelstvo in kovinarstvo. Z njihovim prihodom so sprejeli denarno gospodarstvo, ki je temeljilo na srebrnih kovancih, usklajenih z rimskim denarijem, in cenejših bronastih ali bronasto svinčenih kovancih. Trgovsko blago je k njim prihajalo iz Etrurije in grškega sveta. Najdbe denarja kažejo na tesne trgovske povezave s sosednjim Remi. Nahajališča železove rude na ozemlju Treverov so bila del osnove njihovega bogastva. 
Pred rimsko osvojitvijo in nekaj časa po njej so treverske plemiče pokopavali v komornih grobnicah, pokritih z gomilami. Grobnice so bila polne razkošnega blaga, vključno z uvoženimi amforami, orožjem in izdelki iz železa.  Do 2. stoletja n. št. so bogati Treveri gradili dovršene nagrobne spomenike, kot je steber v Igelu, ki je na seznamu svetovne dediščine. Izklesane nagrobne plošče, najdene v Arlonu, Neumagenu in Buzenolu, prikazujejo pokojnikovo življenje in/ali stvari, ki so ga zanimale. Ker je upepelitev pod rimsko vladavino postala pogostejša, so nagrobniki pogosto dobili posebne niše za žare s pepelom in nagrobne darove. V grobovih iz rimskega obdobja so bili najdeni ostanki živali, s katerimi so se hranili, zlasti prašičev in ptic, kovanci, kozarci, lončenina, steklovina, nakit in škarje. Upepeljevanje so v poznem 3. stoletju zamenjali klasični pokopi.
Treveri so se brez težav prilagodili rimski civilizaciji in prevzeli nekatere sredozemske prakse v kulinariki, oblačilih in okraševanju. Proces se je začel že z rimsko okupacijo Titelberga leta 30 pr. n. št.  Rimljani so v dolini Mozele uvedli vinogradništvo. Arheološke najdbe na splošno potrjujejo stalen razvoj podeželja in blaginjo v 3. stoletju n. št. Treverom in sosednjim Remom se pripisuje iznajdba stroja (vallus) za žetev pšenice, ki so ga vlekli konji ali mule. Vallus je znan iz nagrobnih reliefov in literarnih opisov. Treverska imena, odkrita v oddaljenih mestih, potrjujejo obstoj treverske komercialne mreže v zahodnih delih Rimskega cesarstva. V zgodnjem 2. stoletju našega štetja je bila Augusta Treverorum ob Lezouxu in Rheinzabernu pomembno središče za proizvodnjo samijske posode. Z visokokakovostno bleščečo rdečo keramiko, pogosto bogato okrašeno z raznimi vzorci, je Augusta Treverorum oskrbovala celo Porenje. 
Arhitektura treverske vile kaže na sožitje in mešanico galskih in germanskih značilnosti. V nekaterih mestih, na primer v Otrangu in Echternachu, so se majhne sobe odpirale v veliko osrednjo dvorano in ne na sprednjo verando kot v večini krajev v Galiji. Ta ureditev velja za tipično germansko in lahko odraža družbeno strukturo, v kateri so razširjene družine živele v hiši družinskega očeta. Na ozemlju Treverov se najdejo tudi tipične galske vasi.